# Соломатин, Валентин Васильевич
Валенти́н Васи́льевич Солома́тин (1938 — 17 мая 2005) — генеральный конструктор информационных технологий Вооруженных сил Российской Федерации. Одним из первых создавший законченную систему для критически важных задач на основе программного обеспечения с открытым исходным кодом. Доктор экономических наук, профессор, академик[уточнить]. 

## Биография
Родился в 1938 году в Москве.
Выпускник Томского государственного университета, по специальности «Организация и управление производством». Работал в Пермском научно-исследовательском институте управляющих машин и систем.
C 1979 по 2005 возглавлял Всероссийский научно-исследовательский институт автоматизации управления в непромышленной сфере (ВНИИНС).

## Награды
- Премия Совета Министров СССР,
- Лауреат национальной премии бизнес-репутации «Дарин» Российской Академии бизнеса и предпринимательства в 2004 г.
- Международная премия «Европейский стандарт»,
- Лауреат «Золотой медали SPI» Французской Ассоциации содействия промышленности,
- Орден Трудового Красного Знамени,
- Орден «Знак Почёта»,
- Орден преподобного Сергия Радонежского I степени.